# Solaris Equipamentos
Solaris Equipamentos e Serviços Ltda. é uma empresa brasileira, que se dedica a alugar e distribuir equipamentos para os segmentos de petróleo, mineração e construção civil, e também oferece serviços de geração de energia. A empresa costuma estar presente nos bastidores de eventos como a Fórmula 1, a montagem do Cirque du Soleil no país e a organização do Carnaval de Salvador.

## Áreas de atuação
Os equipamentos da empresa Solaris são destinados às áreas da indústria, mineração, construção, setor de petróleo, entretenimento e qualquer outra área que necessite de trabalhos em altura, movimentação de terra, compressão de ar, iluminação temporária ou serviços de geração de energia. A empresa é responsável por:
- Equipamentos para construção civil, viária, naval, infraestrutura, escavações, perfurações, trabalhos de montagens de estruturas, instalações, eletricidade, luminárias e pintura.
- Equipamentos que permitem realizar processos industriais que precisam de qualidade de ar e energia ininterrupta e para trabalhos em altura.
- Geradores especiais para projetos de Onshore e Offshore e Compressores de alta pressão ideais para realizar trabalhos de perfurações, limpeza em gasodutos, oleodutos e paradas de fábricas.
- Geradores especiais para shows de pequeno e grande porte.
- Equipamentos leves e pesados utilizados em escavações de diversas proporções na área da mineração.

## História
Criada em 1997, a Solaris surgiu de uma associação da Mills do Brasil com a empresa americana JLG Industries. A empresa argentina Sullair Argentina adquiriu as ações da JLG e da Mills em 2000 e 2003, respectivamente, com o objetivo de ampliar sua atuação na área de locação de equipamentos na região.
Durante os anos seguintes, a empresa introduziu uma frota de locação de grupos geradores Cummins à sua frota de locação, completando a frota de plataformas aéreas e manipuladores telescópicos JLG, comercializadas pela empresa no mercado brasileiro.
Em 2007, alterou sua razão social para Solaris Equipamentos e Serviços. Em 2010, a empresa passou a oferecer também máquinas de terraplenagem para continuar aumentando sua gama de serviços.

### Período recente
Atualmente, a Solaris emprega centenas de funcionários. A companhia conta com mais de 4.000 equipamentos para locação avaliadas em 150 milhões dólares estadunidenses, que inclui plataformas para trabalho em altura, geradores de energia, manipuladores telescópicos, compressores de ar e torres de iluminação.
A empresa tem 20 filiais pelo Brasil: em Osasco, Paulínia, Cravinhos. Joinville, Pará, Rio de Janeiro, Espírito Santo, Minas Gerais, Paraná, Rio Grande do Sul, Bahia, Pernambuco, Maranhão, Goiás e Mato Grosso do Sul.

## Equipamentos
Dentre os equipamentos para plataformas para trabalho em altura, há tesouras elétricas, tesouras diesel, lanças articuladas elétricas, lanças articuladas diesel e lanças telescópicas diesel. Para equipamentos de movimento de terra, estão retroescavadeiras, pás carregadeiras, escavadeiras, motoniveladoras, tratores de esteira e compactadores de solo. Há ainda geradores de energia movidos a diesel, manipuladores telescópicos, compressores de ar portáteis e torres de iluminação.